# 四国大学短期大学部
四国大学短期大学部（しこくだいがくたんきだいがくぶ、英語: Shikoku University Junior College）は、徳島県徳島市応神町古川字戎子野123-1に本部を置く日本の私立大学。1925年創立、1961年大学設置。大学の略称は四短。

## 概観

### 大学全体
- 徳島県徳島市に所在する日本の私立短期大学で、設置主体は学校法人四国大学[1]。
- 1961年に徳島家政短期大学として開学[2]、旧来は女子のみを対象としていたが、1992年度より男女共学化している。現在、4つの学科をもつ。キャンパスは、四国大学と同じ敷地内にある。

### 建学の精神（校訓・理念・学是）
- 四国大学短期大学部における建学の精神は「全人的自立」となっている。

### 教育および研究
- 四国大学短期大学部における教育
  - ビジネス・コミュニケーション科：「医療事務」・「経理事務」・「ITビジネス」・「英語ビジネス」の各コースがある。
  - 人間健康科
    - 食物栄養専攻：栄養士を養成する。
    - 生活福祉専攻：介護職を養成する。

  - 幼児教育保育科：保育者を養成する。
  - 音楽科：クラシック音楽・ポピュラー音楽・音楽療法の各コースがある。

### 学風および特色
- 四国大学短期大学部は短大部でありながら4学科を擁し、四国でも有数の総合短大となっている。
- 設置されている学科が、大学と同類または類似のものが多いのが特徴で、短大卒業後にその相応学科に編入学する学生が少なからずいる。

## 沿革
- 1925年
  - 佐藤カツによる徳島洋服学校が創設される。
- 1961年
  - 3月10日 左記を以て文部省[注 1]より短期大学の設置が認可される。[3]。同時に学校法人徳服学園の設置が認められる[4]
  - 4月1日 徳島家政短期大学（とくしまかせいたんきだいがく）として以下の学科体制にて開学[5]。
    - 家政科 入学定員40名

  - 5月1日 学生数[6]/定員
    - 家政科 60[注釈 1]/40
- 1962年
  - 4月1日 家政科の入学定員を40→100に増員[7]。
  - 5月1日 学生数[8]/定員
    - 家政科 116[注釈 1]/140
- 1963年
  - 4月1日 以下の学科を増設する[9]。
    - 文科 入学定員50名

  - 同 四国女子短期大学（しこくじょしたんきだいがく）に改称[注 2]
  - 5月1日 学生数[11]/定員
    - 家政科 300[注釈 1]/200
    - 文科 47[注釈 1]/50
- 1964年
  - 4月1日 以下の学科を増設する[10]。
    - 幼児教育科 入学定員30名[注釈 2]

  - 同 文科の入学定員を50→70に増員し、以下の課程を設ける[10]。
    - 国語専攻 入学定員30名[注釈 2]
    - 英語専攻 入学定員40名[注釈 2]

  - 5月1日 学生数[13]/定員
    - 家政科 339[注釈 1]/200
    - 文科 104[注釈 1]/120
    - 幼児教育科 ？[注 3]/30
- 1965年
  - 5月1日 学生数[14]/定員
    - 家政科 447[注釈 1]/300
    - 文科 160[注釈 1]/140
    - 幼児教育科 116[注釈 1]/60
- 1967年
  - 4月1日 家政科の入学定員を100→200に増員し、かつ以下の通り専攻分離する[注釈 3]。
    - 家政専攻 入学定員100名
    - 食物栄養専攻 入学定員100名

  - 同 上記ほか、学科の入学定員増あり[注釈 3]。
    - 文科
      - 国語専攻 30→50
      - 英語専攻 40→50

    - 幼児教育科 30→120

  - 5月1日 学生数[19]/定員
    - 家政科 743[注釈 1]/300
    - 文科 233[注釈 1]/170
    - 幼児教育科 787[注釈 1]/150
- 1968年
  - 4月1日 以下の学科を増設する[注 4]。
    - 音楽科 入学定員50名[22]

  - 同 家政科に以下の課程を置く[20]。
    - 家政経済専攻 入学定員50名[注釈 4]

  - 5月1日 学生数[24]/定員
    - 家政科 837[注釈 1]/400
    - 文科 254[注釈 1]200
    - 児童教育科 568[注釈 1]/240
    - 音楽科 53[注釈 1]/50
- 1969年
  - 4月1日 家政科に以下の専攻を増設する[25]。
    - 服飾デザイン専攻 入学定員15名[注 5]

  - 5月1日 学生数[26]/定員
    - 家政科 576[注釈 1]/400
    - 文科 251[注釈 1]/200
    - 児童教育科 369[注釈 1]/240
    - 音楽科 113[注釈 1]/100
- 1971年
  - 4月1日 学科の一部について入学定員を以下の通り増員する[注 6]。
    - 家政科食物栄養専攻 100→135

  - 5月1日 学生数[31]/定員
    - 家政科 550[注釈 1]/435
    - 文科 199[注釈 1]/200
    - 児童教育科 337[注釈 1]/240
    - 音楽科 81[注釈 1]/81
- 1972年
  - 同 児童教育科の入学定員を120→150に増員し、かつ以下の課程に分離される[注 7]。
    - 初等教育専攻 入学定員50名
    - 幼児教育専攻 入学定員100名

  - 5月1日 学生数[35]/定員
    - 家政科 530[注釈 1]/470
    - 文科 140[注釈 1]/200
    - 児童教育科 409[注釈 1]/270
    - 音楽科 42[注釈 1]/100
- 1977年
  - 4月1日 家政科の専攻について。一部について入学定員を以下の通り変更する[注 8]。
    - 家政専攻 50→85
    - 食物栄養専攻 135→100

  - 5月1日 学生数[39]/定員
    - 家政科 384[注釈 1]/470
    - 文科 101[注釈 1]/200
    - 児童教育科 548[注釈 1]/300
    - 音楽科 39[注釈 1]/100
- 1978年 四国女子大学短期大学部（しこくじょしだいがくたんきだいがくぶ）に改称[40]。
- 1979年
  - 4月1日 文科の専攻名を以下の通り改称[41]。
    - 国語専攻→国文専攻
    - 英語専攻→英文専攻
- 1987年
  - 4月1日 学科の一部について入学定員を以下の通り変更する[注 9]。
    - 家政科
      - 家政専攻 85→70
      - 家政経済専攻 35→70
      - 食物栄養専攻 100→80

  - 5月1日 学生数[45]/定員
    - 家政科 553[注釈 1]/470
    - 文科 183[注釈 1]/200
    - 児童教育科 284[注釈 1]/300
    - 音楽科 53[注釈 1]/100
- 1988年
  - 4月1日 学科及び専攻名を変更[46]。
    - 家政科→生活科学科
      - 家政専攻→生活科学専攻
      - 家政経済専攻→生活経済専攻
      - 服飾デザイン専攻→生活デザイン専攻

  - 5月1日 学生数[47]/定員
    - 生活科学科 276[注釈 1]/470
    - 文科 174[注釈 1]/200
    - 児童教育科 274[注釈 1]/300
    - 音楽科 46[注釈 1]/100
- 1989年
  - 4月1日 生活科学科に以下の専攻課程を新設[48]。
    - 生活福祉専攻 入学定員50名

  - 同 上記に伴い生活科学科の専攻課程の一部について、入学定員を以下の通り変更する[注 10]。
    - 生活科学専攻 70→50
    - 食物栄養専攻 80→50

  - 同
  - 5月1日 学生数[51]/定員
    - 生活科学科 665[注釈 1]/470
    - 文科 213[注釈 1]/200
    - 児童教育科 247[注釈 1]/300
    - 音楽科 49[注釈 1]/100
- 1992年
  - 4月1日 四国大学短期大学部と改称[注 11]。
  - 5月1日 学生数[注 12]/定員
    - 生活科学科 489[注 13]/470
    - 文科 226[注 14]/200
    - 児童教育科 303[注 15]/300
    - 音楽科 70[注釈 5]/100
- 1995年
  - 4月1日 生活科学科の一部について入学定員を以下の増員する[55]。
    - 生活福祉専攻 50[56]→80

  - 5月1日 学生数[57]/定員
    - 生活科学科 593[注 16]/500
    - 文科 245[注 17]/200
    - 児童教育科 373[注 18]/300
    - 音楽科 88[注釈 6]/100
- 1996年
  - 4月1日 以下の学科については、この年度で学生募集を最終とする[注 19]。
    - 児童教育科初等教育専攻

  - 5月1日 学生数[59]/定員
    - 生活科学科 613[注 20]/530
    - 文科 248[注 21]/200
    - 児童教育科 361[注 22]/300
    - 音楽科 63[注釈 7]/100
- 1997年
  - 4月1日 学科の一部について入学定員を以下の通り変更する[58]。
    - 生活科学科
      - 生活科学専攻 50→40
      - 食物栄養専攻 50→40
      - 生活経済専攻 70→60
      - 生活デザイン専攻 15→25

    - 児童教育科
      - 幼児教育専攻 100→80

    - 音楽科 50→30
    - 文科
      - 国文専攻 50→40
      - 英文専攻 50→30

  - 5月1日 学生数[60]/定員
    - 生活科学科 568[注 23]/510
    - 文科 183[注 24]/170
    - 児童教育科 276[注 25]/230
    - 音楽科 67[注釈 7]/80
- 1998年
  - 4月1日 この年度の入学生より、児童教育科幼児教育専攻を幼児教育科に改組される[61]。
  - 5月1日 学生数[62]/定員
    - 生活科学科 588[注 26]/490
    - 文科 152[注 27]/140
    - 幼児教育科 91[注 28]/80
      - 児童教育科 ？[注 29]/80

    - 音楽科 61[注釈 5]/60
- 1999年
  - 3月31日 以下の学科・専攻については左記以前をもって正式に廃止とする[63]。
    - 児童教育科初等教育専攻

  - 5月1日 学生数[64]/定員
    - 生活科学科 597[注 30]/490
    - 文科 142[注 31]/140
    - 幼児教育科 ？[注 32]/160
    - 音楽科 55[注釈 6]/60
- 2000年
  - 4月1日 以下の学科については、この年度で学生募集を最終とする[注 33]
    - 文科
      - 国文専攻
      - 英文専攻

    - 生活科学科
      - 生活科学専攻
      - 生活経済専攻
- 2001年
  - 4月1日 この年度の入学生より、文科を以下の学科に改組する[65]。
    - ビジネス・コミュニケーション学科 入学定員65名
- 2002年
  - 4月10日 以下の学科・専攻については左記をもって正式に廃止とする[66]。
    - 生活科学科生活科学専攻

  - 7月30日 以下の学科・専攻については左記をもって正式に廃止とする[67]。
    - 文科
      - 国文専攻
      - 英文専攻
- 2003年
  - 3月31日 以下の学科・専攻については左記をもって正式に廃止とする[67]。
    - 生活科学科生活経済専攻
- 2004年
  - 1月 平成16年度大学入試センター試験参加短期大学の1校となる[68][69]。
- 2005年
  - 4月1日 幼児教育科を幼児教育保育科に改称し、入学定員を80→110に増員[70]。
  - 同  学科の一部について入学定員を以下の通り変更する[70]。
    - ビジネス・コミュニケーション学科 65→70
    - 生活科学科
      - 生活福祉専攻 80→50
      - 音楽科 30→25
- 2008年
  - 4月1日 以下の学科・専攻については、この年度で学生募集を最終とする[注 34]
    - 生活科学科生活デザイン専攻
- 2009年
  - 4月1日 生活科学科生活福祉専攻を介護福祉専攻に名称変更する[71]。
- 2010年
  - 3月31日 以下の学科・専攻については左記をもって正式に廃止とする[72]。
    - 生活科学科生活デザイン専攻

  - 4月1日 生活科学科を人間健康科に改組される[72]。
  - 同  学科の一部について入学定員を以下の通り変更する[72]。
    - 幼児教育保育科 110→80
    - 音楽科 30→25
- 2014年
  - 1月 平成26年度大学入試センター試験参加短期大学の1校となる[73]。
- 2015年
  - 1月 平成27年度大学入試センター試験参加短期大学の1校となる[74]。
- 2016年
  - 1月 平成28年度大学入試センター試験参加短期大学の1校となる[75]。
- 2017年
  - 4月1日 学科の一部について入学定員を以下の通り変更する[76]。
    - ビジネス・コミュニケーション学科 70→50
- 2018年
  - 4月1日 学科の一部について入学定員を以下の通り変更する[77]。
    - ビジネス・コミュニケーション学科 50→60
    - 人間健康科
      - 介護福祉専攻 50→40
- 2021年
  - 4月1日 学科の入学定員を以下の通り変更する[78]。
    - 人間健康科
      - 食物栄養専攻 40→35
      - 介護福祉専攻 40→35

    - 幼児教育保育科 80→70
    - ビジネス・コミュニケーション学科 60→80
- 2026年 -　人間健康科と音楽科の学生募集を停止する。

## 基礎データ

### 所在地
- 徳島県徳島市応神町古川

### 交通アクセス
- JR高徳線・徳島線・牟岐線徳島駅よりバスで「四国大学前」バス停留所下車。

### 象徴
- 四国大学短期大学部のシンボルマークは、四国大学の"S"を中心に知性・可能性・自由・調和を表す 4枚の翼が、未来に向かって飛翔するイメージをシンボル化したものとなっている。
- シンボルマークのカラーは、フランスの伝統色とされているペルヴァンシュ（pervenche：やや赤みがかった ブルー）となっている。
- 右記資料も参照のこと[注 35]

## 教育および研究

### 組織

#### 学科
- ビジネス・コミュニケーション科 入学定員80名[1]
- 人間健康科
  - 食物栄養専攻 入学定員35名[1]
  - 生活福祉専攻 入学定員35名[1]
- 幼児教育保育科 入学定員70名[1]
- 音楽科 入学定員20名[1]

##### 学科の変遷
- 文科→ビジネス・コミュニケーション科
  - 国文専攻 入学定員40名[注釈 8]
  - 英文専攻 入学定員30名[注釈 8]
- 生活科学科→人間健康科
  - 生活科学専攻 入学定員40名[注釈 8]
    - 生活科学コース
    - 養護保健コース

  - 生活経済専攻 入学定員60名[注釈 8]
  - 生活デザイン専攻 入学定員25名[注 36]
  - 食物栄養専攻
  - 生活福祉専攻→介護福祉専攻
- 児童教育科
  - 初等教育専攻 入学定員50名[注 37]
  - 幼児教育専攻→幼児教育保育科
- 音楽科

#### 専攻科
- なし

#### 別科
- なし

##### 取得資格について
- 栄養士資格と栄養教諭二種免許状[注 38]が生活科学科食物栄養専攻にて取得できる。
- 介護福祉士資格が生活科学専攻生活福祉専攻にて取得できる。
- 保育士資格と幼稚園教諭二種免許状が幼児教育保育学科にて取得できる[注 39]。
- 中学校教諭二種免許状
  - 音楽：音楽科にて取得できた。
  - 国語：かつて文科国文専攻にて（司書資格・司書教諭資格）[82]
  - 英語：かつて文科英文専攻にて（司書資格・司書教諭資格）[82]
  - 家庭：かつて生活科学科生活科学専攻生活科学コースにて[82]
  - 保健★および養護教諭二種免許状[82]：かつて生活科学科生活科学専攻にて。
- 小学校教諭二種免許状：かつてあった児童教育学科初等教育専攻にて★。
- 司書資格・司書教諭資格ともにかつてあった文科国文専攻。英文専攻にて設置されていた。

### 研究
- 『四国女子大学・四国女子大学短期大学部研究紀要』[86]
- 『人権教育と道徳科の接合点:人権課題を題材にした道徳授業の展開』[87]ほか。

## 学生生活

### 部活動・クラブ活動・サークル活動
- 四国大学短期大学部のクラブ活動：四年制大学と混合で参加している。

### 学園祭
- 四国大学短期大学部の学園祭は「芳藍祭」と呼ばれ、年度により多少異なるが11月是前後に行われる。これまで、RIKACO・河相我聞・コブクロ・ケツメイシなどが来学している。

## 大学関係者と組織

### 大学関係者一覧

#### 大学関係者
- 四国大学の人物一覧

## 施設

### キャンパス
- 短期大学部独自のキャンパスはなく全て大学と共同使用となっている。

### 寮
- 四国大学短期大学部には大学と同様、女子学生を対象とした学生寮がある。

## 対外関係

### 系列校
- 四国大学

## 卒業後の進路について

### 編入学・進学実績
- 各学科・専攻とも四国大学への編入学が多い傾向にある。